# Романов переулок
Рома́нов переу́лок (в XVIII — начале XIX века — Ники́тский, затем — Хитро́в, Разумо́вский, перед 1917 годом — Шереме́тевский, в 1920—1993 годах — у́лица Грано́вского) — переулок в Центральном административном округе города Москвы. Проходит от Воздвиженки до Большой Никитской, лежит между Моховой улицей и Большим Кисловским переулком параллельно им. Нумерация домов ведётся от улицы Воздвиженка.

## Происхождение названия
Название XVI—XVII веков, дано по фамилии одного из первых владельцев стоявших в нём палат боярина Никиты Ивановича Романова.

## История
В начале XVII века дом боярина Романова стоял по правой стороне переулка. Хотя сто лет спустя участок уже не принадлежал Романовым, его продолжали называть Романовым двором. В переписи 1738 года описан так: «Двор Романов, на котором живут различных чинов люди своими дворами, в приходе церкви Дионисия Ареопагита ❬…❭. В переднем плане поперешнику по Никитской улице 40 сажен, в заднем конце то ж число, длиннику 51 сажень; в смежности: по одну сторону Главная аптека, а на другую сторону проезжий переулок».
Переулок также называли Никитским — по имени боярина или по Никитскому женскому монастырю (основан в XVI веке, находился в районе пересечения Б. Кисловского переулка и Большой Никитской улицы, закрыт в 1929 году и снесён в 1930 году) и Никитской монастырской слободе.
После Романовых в переулке жили Хитрово, Нарышкины и Разумовские. По имени новых владельцев переулок последовательно называли и Хитровым, и Разумовским. Новые владельцы занимали в основном лишь южную часть владений, поскольку остальные постройки в конце XVII века отошли к Оружейной палате.
В XIX веке участки по обеим сторонам переулка принадлежали графу Н. П. Шереметеву и его наследникам, составляя т. н. Шереметев двор. В честь Шереметевых переулок до Октябрьской революции 1917 года именовался Шереметевским.
В 1920—1993 годах назывался улицей Грановского в честь Т. Н. Грановского. С 1993 года улица вновь обрела название Романов переулок.

## Примечательные здания и сооружения
По нечётной стороне:

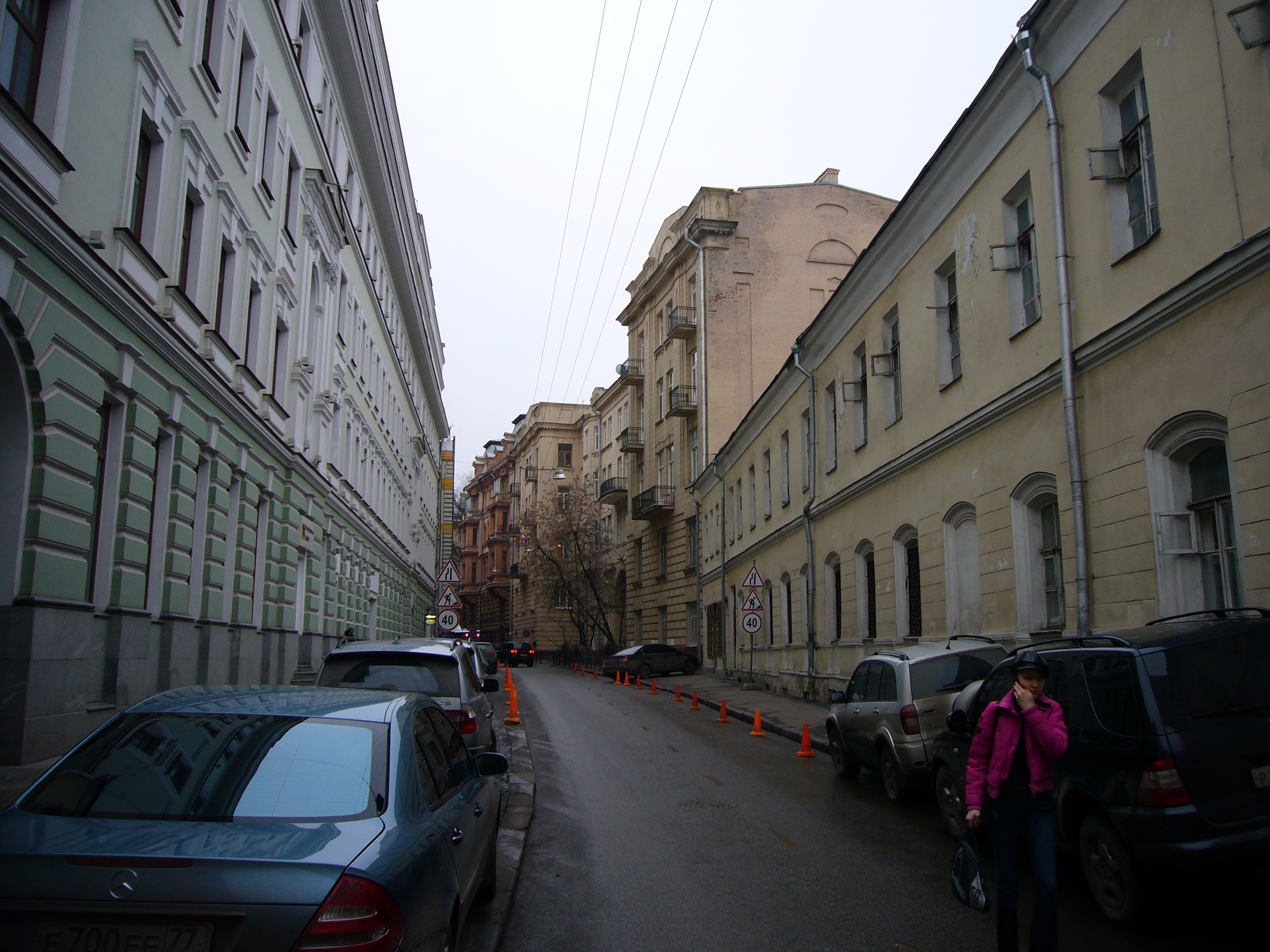
Романов переулок в 2006 году. Вид со стороны Б. Никитской.

- № 3, стр. 1, 6, 7 — доходные дома А. Д. Шереметева (1895—1898, архитектор А. Ф. Мейснер); стр. 2—5 — хозяйственные постройки (1895, 1930-е)[1].  Одним из первых жильцов дома был будущий академик С. С. Намёткин. С 1920-х годов здание известно как 5-й Дом Советов. В нём жили Н. С. Хрущёв, Е. М. Ярославский, А. Я. Вышинский, Г. М. Маленков, А. С. Щербаков, Г. Я. Сокольников, М. В. Фрунзе, С. В. Косиор, В. А. Малышев, П. Г. Смидович, С. А. Оруджев, В. П. Потёмкин, В. М. Молотов, А. Н. Косыгин, А. А. Андреев, Н. А. Вознесенский[2], А. А. Кузнецов, Д. З. Мануильский и другие государственные и партийные деятели СССР. В доме также жили Маршалы Советского Союза К. Е. Ворошилов, И. С. Конев (в 1946—1973 годах), В. И. Чуйков, Р. Я. Малиновский, С. М. Будённый, С. К. Тимошенко, К. К. Рокоссовский, Г. К. Жуков (в 1943—1965 годах), маршал авиации В. А. Судец, генерал армии А. В. Хрулёв (кв. 63)[3], учёные и конструкторы В. П. Бармин, В. М. Мясищев. Украшающие двор фонтан и чаша, ограда с воротами и калиткой являются памятниками городской скульптуры[1].
- № 5 — Доходный дом графа А. Д. Шереметева (1913, архитектор Н. Н. Чернецов)[4]. В этом доме жили архитектор Н. Г. Лазарев (кв. 148)[5], шахматист Н. М. Зубарев[6].
- № 7/5 — Особняк Орловых-Мещерских (1790-е годы, архитектор М. Ф. Казаков; перестраивался в XVIII — начале XX веков). Заказчиком строительства особняка и его владельцем был граф В. Г. Орлов. В доме постоянно проживал руководитель домашнего оркестра Орлова Л. С. Гурилёв, вместе со своим сыном, будущим композитором А. Л. Гурилёвым. Домашним учителем в доме служил В. К. Кюхельбекер. В 1934—1970 годах в доме размещался исторический факультет Московского университета[7]. На июнь 2018 года в Росреестре отсутствуют данные о зарегистрированных правах по адресу Романов переулок, 7.[8]

По чётной стороне:
- № 2 — Церковь Знамения Пресвятой Богородицы на Шереметевом дворе в стиле московского барокко. Построена по воле боярина Л. К. Нарышкина в 1680-х годы на месте деревянного храма, возведённого в 1613 году У Старого Государева двора. Два придела — Сергия Радонежского и Варлама Хутынского. В 1929 году была закрыта и использовалась как склад. С середины XX века в здании проводились реставрационные работы.
- № 2, строение 1 — Здание постройки второй половины XIX века (архитектор В. В. Белокрыльцев), где проживали профессора и преподаватели Московского университета. Здесь жил океанолог В. Б. Штокман[9].
- № 2, строение 2 — Дворовый флигель постройки второй половины XIX века (архитектор В. В. Белокрыльцев). С 1942 года в здании находится мемориальная квартира К. А. Тимирязева, проживавшего здесь в 1899—1920 годах (мемориальная доска, 1946, скульптор В. В. Мясников)[10]. Здесь же в 1899—1955 годах жил его сын, физик А. К. Тимирязев[11].
- № 2, строение 3 — Дом Разумовского, который выходит в переулок боковым фасадом (главный выходил на Воздвиженку), был построен в 1780-е гг., принадлежал К. Г. Разумовскому, позже Шереметевым. С 1863 года здесь находилась Московская городская дума. После её переезда в собственное здание здесь, с 1892 года, поместился Охотничий клуб, в большом зале которого в начале 1914 года выступал с сеансами одновременной игры русский шахматист А. А. Алехин.
- № 2/6 (угол Воздвиженки) здание Кремлёвской больницы с поликлиникой. Первым руководителем стационара (по 1934 год) становится выдающийся российский хирург, профессор Владимир Николаевич Розанов. Здесь лечились Сталин, Ворошилов, Будённый, Молотов, Жуков, Рокоссовский, Брежнев, Андропов, Черненко, Мао Цзэдун, Ким Ир Сен, Ольга Лепешинская, Сергей Лемешев, Дмитрий Шостакович, Михаил Шолохов и другие видные деятели[12][13][14][15].
- № 2/6, стр. 5 — Флигель жилой с нежилой пристройкой усадьбы К. Г. Разумовского (1906, архитектор К. К. Альбрехт)
- № 4 — Здание постройки 1900 года (архитектор К. М. Быковский), где также жили профессора и преподаватели Московского университета (В. С. Гулевич, Г. С. Ландсберг, Н. К. Гудзий, М. Н. Шатерников, С. И. Огнев и др.). В стоявшем ранее на этом месте доме в 1865—1866 гг. жил художник И. Н. Крамской[16]. После реконструкции 1997 года в здании размещается бизнес-центр «Романов двор-1»[17]. На первом этаже дома находится отделение «Романов Двор» «Райффайзенбанка» (№ 4 стр. 4). В 2004 году к нему пристроен бизнес-центр «Романов двор-2» (№ 4 стр. 2), где расположены кинотеатр «Романов-Синема», фитнес-центр и зимний сад[17]. В бизнес-центре можно увидеть печку XVI века, обнаруженную при рытье котлована[17].